# گیونگبوک گونگ
گیونگ‌بوک‌گونگ (کره‌ای: 경복궁) یا کاخ گیونگ‌بوک یکی از پنج کاخ بزرگ در سئول، کره جنوبی است که در سده چهاردهم میلادی ساخته شدند. گیونگ‌بوک‌گونگ در سال ۱۹۵۰ در جنگ کره آسیب جدی دید، اما در سال‌های بعد دوباره به سبک قدیمی بازسازی و مرمت شد.
گیونگ‌بوک‌گونگ از جاذبه‌های گردشگری کره جنوبی محسوب می‌شود.